# Günter Kehr

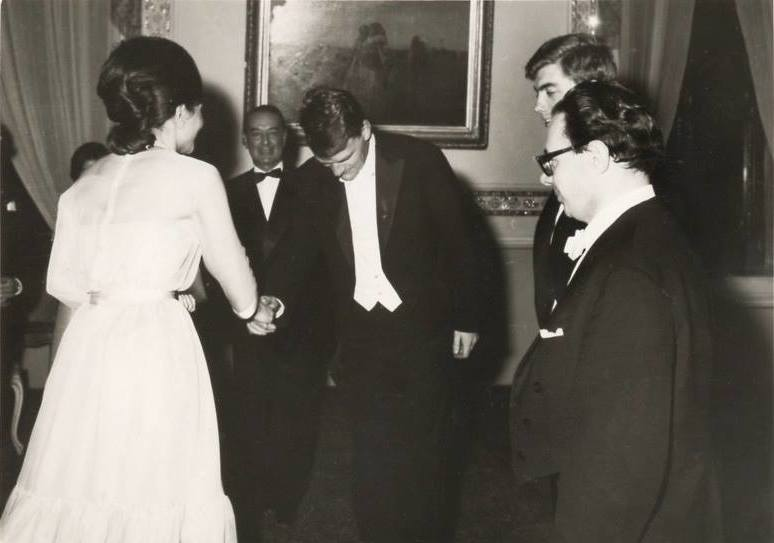
Königin Farah Diba Pahlavi begrüßt das Kehr-Trio im Marmorpalast in Teheran, 13. April 1965; von links: Bernhard Braunholz (Cello), Volker David Kirchner (Viola) und Günter Kehr (Violine).

Günter Kehr (* 16. März 1920 in Darmstadt; † 22. September 1989 in Mainz) war ein deutscher Violinist, Dirigent und Hochschullehrer.

## Leben und Wirken
Kehr studierte Violine bei Alma Moodie in Frankfurt und bei Hermann Zitzmann in Köln sowie Musikwissenschaft in Berlin und Köln. Er promovierte 1941 mit der Dissertation: Untersuchungen zur Violintechnik um die Wende des 18. Jahrhunderts zum Dr. phil. Er gründete 1948 das Kehr-Trio und 1955 das Mainzer Kammerorchester, welches er bis zu seinem Tode leitete. Kehr war von 1953 bis 1961 Direktor des Peter-Cornelius-Konservatoriums in Mainz und lehrte anschließend von 1961 bis 1985 als Professor das Hauptfach Kammermusik an der Hochschule für Musik Köln. Als Solist, Dirigent und Kammermusiker konzertierte er auf zahlreichen Tourneen in Europa, Nord- und Südamerika, Afrika und Asien. Vor allem für den SWR, aber auch für den WDR, NDR, HR und andere Radio-Sender spielte er meist Kammermusik vom Frühbarock bis zur Moderne ein. Besonders fruchtbar war seine Zusammenarbeit mit der französischen Pianistin Jacqueline Eymar.

## Schüler
- Christiane Hutcap
- Volker David Kirchner
- Helfried Fister
- Armin Klaes
- Dieter Vorholz[1]